# Bahnstrecke Großheringen–Saalfeld
| |                                                |                                        |                                        |
| Streckennummer: | 6305                                           |                                        |                                        |
| Kursbuchstrecke (DB): | 560                                            |                                        |                                        |
| Kursbuchstrecke: | 163 (1934) 160f (Porstendorf – Göschwitz 1934) |                                        |                                        |
| Streckenlänge: | 75,381 km                                      |                                        |                                        |
| Spurweite: | 1435 mm (Normalspur)                           |                                        |                                        |
| Streckenklasse: | D4                                             |                                        |                                        |
| Stromsystem: | 15 kV 16,7 Hz ~                                |                                        |                                        |
| Maximale Neigung: | 5,0 ‰                                          |                                        |                                        |
| Minimaler Radius: | 450 m                                          |                                        |                                        |
| Streckengeschwindigkeit: | 120 km/h                                       |                                        |                                        |
| Streckengeschwindigkeit mit Neigetechnik: | 160 km/h                                       |                                        |                                        |
| Zugbeeinflussung: | PZB, ZUB262                                    |                                        |                                        |
| Zweigleisigkeit: | Großheringen Gho–Saalfeld (Saale)              |                                        |                                        |
| |                                                |                                        |                                        |
| \| \| \| von Halle (Saale) \| \| \| \| -0,831 \| Abzw Saaleck \| Abzw Saaleck \| \| \| 0,247 \| Abzw Großheringen Gho \| Abzw Großheringen Gho \| \| \| \| nach Bebra \| \| \| \| \| Saalebrücke Großheringen (275 m) \| \| \| \| \| von Großheringen \| \| \| \| 1,685 \| Abzw Großheringen Ghs \| Abzw Großheringen Ghs \| \| \| \| von Zeitz (1897–1945) \| \| \| \| 8,140 \| Camburg (Saale) \| Camburg (Saale) \| \| \| 15,239 \| Dornburg (Saale) \| Dornburg (Saale) \| \| \| \| von Crossen (Elster) (1905–1969) \| \| \| \| 19,618 \| Porstendorf \| Porstendorf \| \| \| 22,661 \| Jena-Zwätzen \| Jena-Zwätzen \| \| \| 25,545 \| Jena Saalbahnhof \| Jena Saalbahnhof \| \| \| 27,115 \| Jena Paradies \| Jena Paradies \| \| \| \| Weimar–Gera Hbf \| \| \| \| \| von Weimar \| \| \| \| \| \| \| \| \| 32,340 \| Jena-Göschwitz (Keilbahnhof) \| Jena-Göschwitz (Keilbahnhof) \| \| \| \| \| \| \| \| \| nach Gera Hbf \| \| \| \| 33,400 \| Saaletalbrücke Jena (Bundesautobahn 4) \| Saaletalbrücke Jena (Bundesautobahn 4) \| \| \| 36,224 \| Rothenstein (Saale) \| Rothenstein (Saale) \| \| \| 39,200 \| Awanst Schöps \| Awanst Schöps \| \| \| 41,758 \| Kahla (Thür) (ehem. Bf) \| Kahla (Thür) (ehem. Bf) \| \| \| 45,300 \| Großeutersdorf (1944–1945) \| Großeutersdorf (1944–1945) \| \| \| 46,400 \| Awanst REIMAHG (1944–1945) \| Awanst REIMAHG (1944–1945) \| \| \| 47,354 \| Orlamünde \| Orlamünde \| \| \| \| nach Oppurg \| \| \| \| 51,372 \| Zeutsch \| Zeutsch \| \| \| 55,125 \| Uhlstädt (ehem. Bf) \| Uhlstädt (ehem. Bf) \| \| \| 60,420 \| Kirchhasel (bis 1993) \| Kirchhasel (bis 1993) \| \| \| 63,000 \| Rudolstadt Gbf \| Rudolstadt Gbf \| \| \| 64,543 \| Rudolstadt (Thür) \| Rudolstadt (Thür) \| \| \| 68,740 \| Rudolstadt-Schwarza \| Rudolstadt-Schwarza \| \| \| \| nach Bad Blankenburg (1884–2000) \| \| \| \| \| Saalebrücke Schwarza (114 m) \| \| \| \| \| von Arnstadt \| \| \| \| \| von Leipzig-Leutzsch \| \| \| \| 74,550 \| Saalfeld (Saale) \| Saalfeld (Saale) \| \| \| \| nach Probstzella \| \| |                                                |                                        |                                        |
| Strecke |                                                | von Halle (Saale)                      | von Halle (Saale)                      |
| Blockstelle | -0,831                                         | Abzw Saaleck                           | Abzw Saaleck                           |
| Blockstelle | 0,247                                          | Abzw Großheringen Gho                  | Abzw Großheringen Gho                  |
| Abzweig geradeaus und nach rechts |                                                | nach Bebra                             | nach Bebra                             |
| Brücke über Wasserlauf |                                                | Saalebrücke Großheringen (275 m)       | Saalebrücke Großheringen (275 m)       |
| Abzweig geradeaus und von rechts |                                                | von Großheringen                       | von Großheringen                       |
| Blockstelle | 1,685                                          | Abzw Großheringen Ghs                  | Abzw Großheringen Ghs                  |
| Abzweig geradeaus und ehemals von links |                                                | von Zeitz (1897–1945)                  | von Zeitz (1897–1945)                  |
| Bahnhof | 8,140                                          | Camburg (Saale)                        | Camburg (Saale)                        |
| Bahnhof | 15,239                                         | Dornburg (Saale)                       | Dornburg (Saale)                       |
| Abzweig geradeaus und ehemals von links |                                                | von Crossen (Elster) (1905–1969)       | von Crossen (Elster) (1905–1969)       |
| Haltepunkt / Haltestelle | 19,618                                         | Porstendorf                            | Porstendorf                            |
| Haltepunkt / Haltestelle | 22,661                                         | Jena-Zwätzen                           | Jena-Zwätzen                           |
| Bahnhof | 25,545                                         | Jena Saalbahnhof                       | Jena Saalbahnhof                       |
| Haltepunkt / Haltestelle | 27,115                                         | Jena Paradies                          | Jena Paradies                          |
| Kreuzung geradeaus unten |                                                | Weimar–Gera Hbf                        | Weimar–Gera Hbf                        |
| Abzweig geradeaus und von links |                                                | von Weimar                             | von Weimar                             |
| |                                                |                                        |                                        |
| Bahnhof | 32,340                                         | Jena-Göschwitz (Keilbahnhof)           | Jena-Göschwitz (Keilbahnhof)           |
| |                                                |                                        |                                        |
| Abzweig geradeaus und nach links |                                                | nach Gera Hbf                          | nach Gera Hbf                          |
| Strecke mit Straßenbrücke | 33,400                                         | Saaletalbrücke Jena (Bundesautobahn 4) | Saaletalbrücke Jena (Bundesautobahn 4) |
| Haltepunkt / Haltestelle | 36,224                                         | Rothenstein (Saale)                    | Rothenstein (Saale)                    |
| Abzweig geradeaus und ehemals von rechts | 39,200                                         | Awanst Schöps                          | Awanst Schöps                          |
| Haltepunkt / Haltestelle | 41,758                                         | Kahla (Thür) (ehem. Bf)                | Kahla (Thür) (ehem. Bf)                |
| ehemaliger Haltepunkt / Haltestelle | 45,300                                         | Großeutersdorf (1944–1945)             | Großeutersdorf (1944–1945)             |
| Abzweig geradeaus und ehemals von rechts | 46,400                                         | Awanst REIMAHG (1944–1945)             | Awanst REIMAHG (1944–1945)             |
| Bahnhof | 47,354                                         | Orlamünde                              | Orlamünde                              |
| Abzweig geradeaus und nach links |                                                | nach Oppurg                            | nach Oppurg                            |
| Haltepunkt / Haltestelle | 51,372                                         | Zeutsch                                | Zeutsch                                |
| Haltepunkt / Haltestelle | 55,125                                         | Uhlstädt (ehem. Bf)                    | Uhlstädt (ehem. Bf)                    |
| ehemaliger Haltepunkt / Haltestelle | 60,420                                         | Kirchhasel (bis 1993)                  | Kirchhasel (bis 1993)                  |
| Dienststation / Betriebs- oder Güterbahnhof | 63,000                                         | Rudolstadt Gbf                         | Rudolstadt Gbf                         |
| Bahnhof | 64,543                                         | Rudolstadt (Thür)                      | Rudolstadt (Thür)                      |
| Bahnhof | 68,740                                         | Rudolstadt-Schwarza                    | Rudolstadt-Schwarza                    |
| Abzweig geradeaus und ehemals nach rechts |                                                | nach Bad Blankenburg (1884–2000)       | nach Bad Blankenburg (1884–2000)       |
| Brücke über Wasserlauf |                                                | Saalebrücke Schwarza (114 m)           | Saalebrücke Schwarza (114 m)           |
| Abzweig geradeaus und von rechts |                                                | von Arnstadt                           | von Arnstadt                           |
| Abzweig geradeaus und von links |                                                | von Leipzig-Leutzsch                   | von Leipzig-Leutzsch                   |
| Bahnhof | 74,550                                         | Saalfeld (Saale)                       | Saalfeld (Saale)                       |
| Strecke |                                                | nach Probstzella                       | nach Probstzella                       |

Die Bahnstrecke Großheringen–Saalfeld, auch Saalbahn, Saalebahn oder Saaletalbahn, ist eine elektrifizierte, zweigleisige Hauptbahn in Thüringen, die ursprünglich durch die Saal-Eisenbahn-Gesellschaft erbaut und betrieben wurde. Sie führt entlang der Saale von Großheringen nach Saalfeld. Bis zur Eröffnung der Schnellfahrstrecke Ebensfeld–Leipzig Ende 2017 war sie Teil der deutschen Nord-Süd-Hauptverbindung zwischen Berlin, Leipzig, Nürnberg und München.
Die Bezeichnung Saalbahn, in Anlehnung an die Saal-Eisenbahn-Gesellschaft, die auch dem Jenaer Saalbahnhof ihren Namen gab, wird kaum verwendet. In der Umgangssprache der Menschen entlang der Strecke ist eher die Bezeichnung Saalebahn analog zum Flussnamen geläufig. Saaleisenbahn ist als Streckenname auch in der Literatur zu finden.

## Geschichte
Seit 1850 gab es im Saaletal Bemühungen lokaler Eisenbahnkomitees zum Bau einer Eisenbahnstrecke. Insbesondere die Universitätsstadt Jena strebte nach dem Anschluss an das entstehende Eisenbahnnetz. Allerdings verhinderten die unterschiedlichen Interessen der betroffenen Thüringer Kleinstaaten lange Zeit die Umsetzung der Planungen. Erst nach dem Staatsvertrag vom 8. Oktober 1870 zwischen Sachsen-Weimar-Eisenach, Sachsen-Meiningen, Sachsen-Altenburg und Schwarzburg-Rudolstadt wurde am 3. April 1871 der neu gegründeten Saal-Eisenbahn-Gesellschaft die Konzession zum Bau und Betrieb einer Eisenbahnlinie von Großheringen über Jena, Rudolstadt nach Saalfeld erteilt.
Die Streckenführung basiert auf einem Entwurf des Oberbergrats Carl Grote aus Hannover. Er sah für die Nord-Süd-Richtung durch Thüringen zwei Versionen vor: von Halle saaleaufwärts über Jena, Rudolstadt weiter über den Thüringer Wald nach Nürnberg; und von Leipzig über Zeitz, Lobeda nach Rudolstadt. 1840 arbeitete der Eisenbahnpionier Friedrich List zusammen mit dem Industriellen Joseph Meyer an einem Aufbau der Eisenbahn durch Thüringen. Letzterer versuchte bereits 1837 durch Aktienzeichnung ein zentraldeutsches Eisenbahnnetz zu realisieren, scheiterte jedoch an den Konzessionsverweigerungen beteiligter Regierungen. 1846 veröffentlichte er das Programm eines deutschen Zentralbahnnetzes, doch seine Pläne gerieten aufgrund der Revolutionen 1848/1849 ins Stocken, da er als deren Anhänger wegen eines Pressevergehens ins Gefängnis kam. Man entzog ihm die Ausführung der Werrabahn, was zur Verzögerung des Saalebahnbaus führte.
Nahe Rothenstein erfolgte am 23. Oktober 1871 der erste Spatenstich. Während der Bauzeit entstanden größere Schwierigkeiten bei der Überquerung des Saale bei Schwarza. Vor dem Brückenschlag war dort die Begradigung des Flusslaufs notwendig. Grundwasser erschwerte die Gründungsarbeiten der Brückenpfeiler. Ein erster Probezug von Jena nach Rudolstadt überquerte die Brücke am 24. Januar 1874. Am 30. April 1874 folgte die feierliche Eröffnung der gesamten Strecke. In Großheringen wurde drei Monate später, am 14. August 1874, auch die Bahnstrecke Straußfurt–Großheringen der Saal-Unstrut-Eisenbahn-Gesellschaft über Sömmerda nach Straußfurt eröffnet. Diese Linie wurde von der Nordhausen-Erfurter Eisenbahn-Gesellschaft mitbetrieben. Etwa ein Jahrzehnt später erfolgte der Anschluss zweier Nebenbahnen an die Saalebahn, nämlich die Bahnstrecke Rudolstadt-Schwarza–Bad Blankenburg und danach die Strecke von Orlamünde nach Pößneck. Das Saalehochwasser vom 24./25. November 1890 (10,1 Meter über Normal) ließ sechs Dämme brechen, zudem wurden vier Brücken und Durchlässe zerstört. Das Wasser stand bis zu 25 cm über der Schienenoberkante und setzte dem Unterbau erheblich zu. Das Eisenbahnpionierregiment Nr. 1 aus Berlin mit 50 Mann, sowie 600 andere Arbeiter, wurden zur Instandsetzung vor Ort eingesetzt. Der Bahnbetrieb der kompletten Strecke wurde erst am 20. Dezember 1890 wieder aufgenommen.

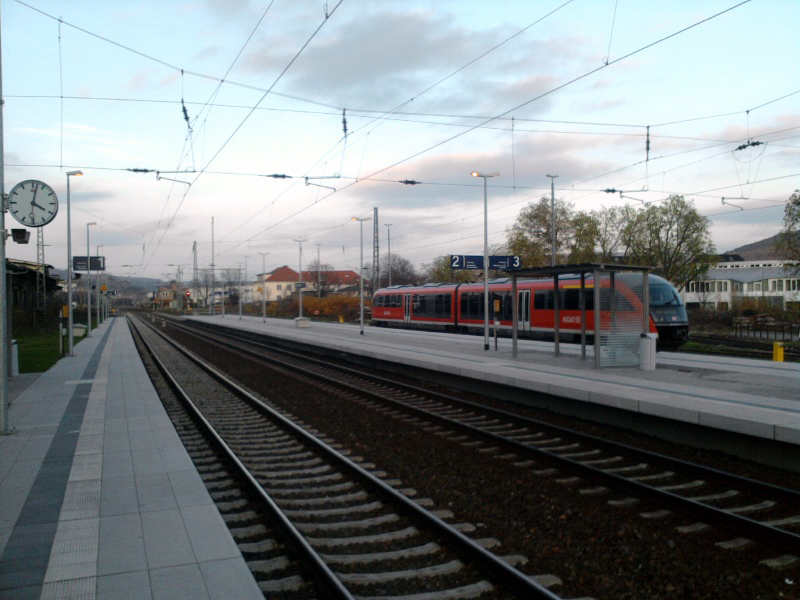
Bahnsteige des Jenaer Saalbahnhofs

Anfangs war es nur eine Strecke mit regionaler Bedeutung, welche in Großheringen die Thüringer Stammbahn, von Bebra über Erfurt nach Weißenfels verlaufend, mit der Nord-Südstrecke von Weißenfels über Gera in Saalfeld verband. Aufgrund wirtschaftlicher Misserfolge und unter preußischem Druck wurde durch das preußische Gesetz vom 16. Juli 1895 die Saalbahn für 16.532.028 Mark an Preußen verkauft und der Königlichen Eisenbahndirektion in Erfurt zugeordnet. Erst 1899 wurde bei Großheringen die Verbindungsbahn Ost in Betrieb genommen, wodurch Großheringen umfahren werden konnte. Dadurch fuhren die Züge von Weißenfels kommend über die 25 Kilometer kürzere Saalbahn (als über Gera) direkt nach Saalfeld. Die Saalbahn wurde, auch nach dem im Jahr 1903 beginnenden zweigleisigen Ausbau, zusammen mit der anschließenden Strecke nach Probstzella und der auf bayerischer Seite weiterführenden Frankenwaldstrecke nach Lichtenfels eine der wichtigen Nord-Süd-Strecken Deutschlands. Ab 1923 verkehrte mit dem FD 79/80 zwischen Berlin und München einer der ersten beiden Fernschnellzüge (FD) der Deutschen Reichsbahn über die Saalbahn. Zwischen 1936 und 1939 verkehrten unter anderem die Fernschnelltriebwagen, welche Berlin mit München beziehungsweise Stuttgart verbanden, über die Saalbahn und erreichten dabei eine Durchschnittsgeschwindigkeit von 95 km/h. Von 1935 bis Mitte 1941 erfolgte die Elektrifizierung der Strecke mit einem Unterwerk in Rothenstein. Somit gab es eine Verbindung des mitteldeutschen und süddeutschen Netzes. 

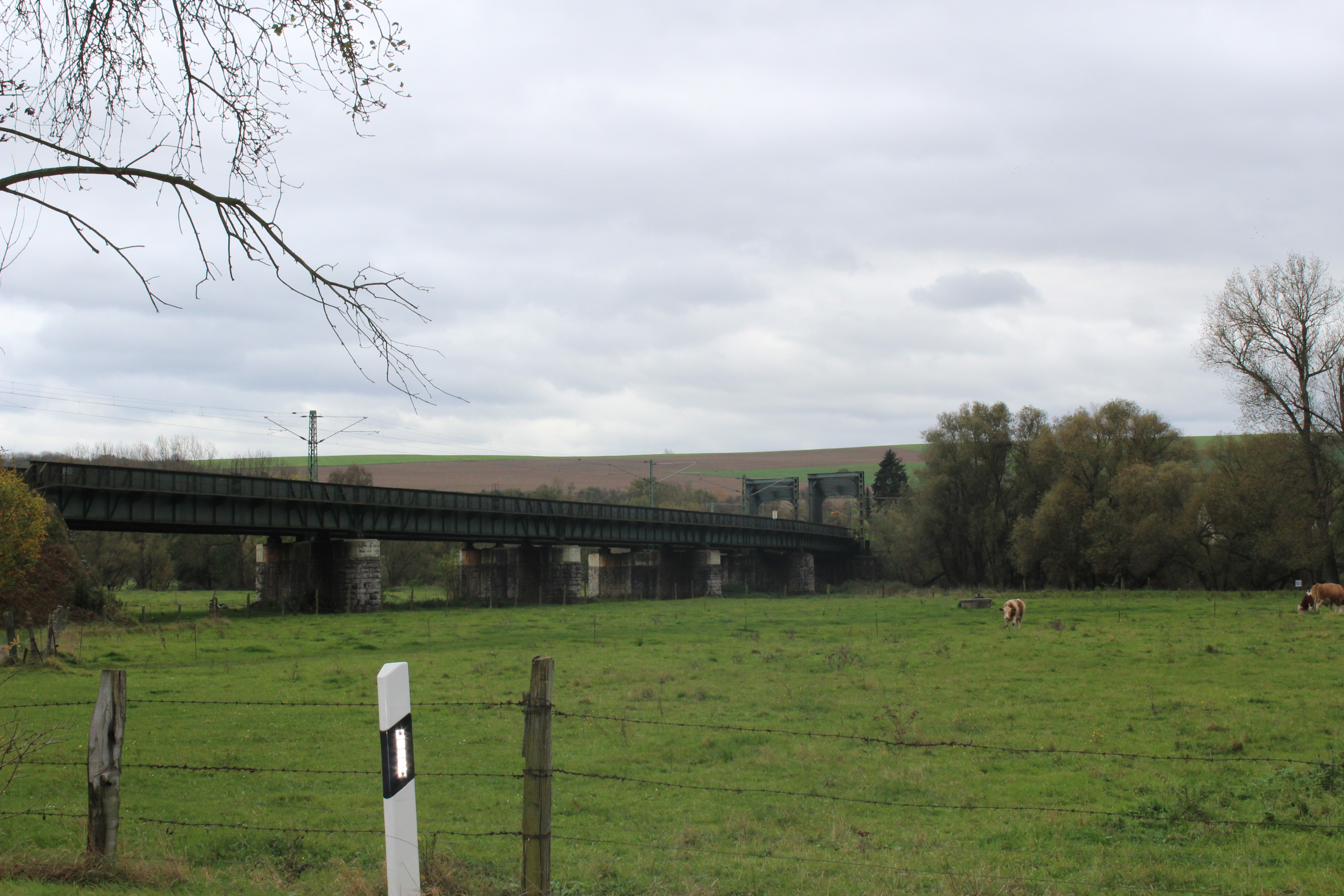
Bahnbrücke an der Verbindungsbahn Ost (2017)

Nach dem Zweiten Weltkrieg ließ 1946 die Sowjetische Militäradministration im Rahmen der Reparationsleistungen sämtliche Bestandteile für den elektrischen Betrieb und das zweite Streckengleis demontieren. Aufgrund der Teilung Deutschlands verlor die Strecke in den folgenden vier Jahrzehnten ihre Bedeutung als Nord-Süd-Bahn, blieb aber wichtig für das Saaletal mit Saalfeld als bedeutendem Rangierbahnhof. In Probstzella bestand damals einer von acht Eisenbahngrenzübergängen, weshalb die Saalbahn auch von Interzonenzügen genutzt wurde. Ab 1981 war die Strecke wieder zweigleisig befahrbar, zuvor war ein nördlicher Streckenabschnitt 1967 bis Camburg elektrifiziert worden. Mit der Wiedervereinigung Deutschlands im Jahre 1990 ist die Saalbahn erneut eine wichtige Eisenbahnfernverbindung zwischen Mitteldeutschland und Süddeutschland geworden. Sie wurde bis 1995 wieder durchgängig elektrifiziert und bis 2005 saniert. Ab Dezember 2017 hat die westlich über Erfurt verlaufende Schnellfahrstrecke Ebensfeld–Leipzig die Fernverkehrsfunktion der bogenreichen und damit langsameren Saalbahn übernommen. Im Jahr 2007 benötigte ein ICE für den 85 Kilometer langen Abschnitt Naumburg–Saalfeld 53 Minuten, was einer durchschnittlichen Reisegeschwindigkeit von 96 km/h entspricht.
Auch der Name Saalbahn ist historisch bedingt und hat heute kaum noch eine Bedeutung. In der Umgangssprache der Menschen entlang der Strecke ist allgemein eher die Bezeichnung Saalebahn analog zum Flussnamen geläufig.

## Streckenverlauf
Die historische Saalbahn hat ihren Ausgangspunkt im Bahnhof Großheringen und überquert mit der Verbindungsbahn West die Ilm. Die Verbindungsbahn Ost beginnt am Abzweig Saaleck bei Kilometer 55,89 der Strecke Halle–Bebra, überquert die Saale und vereinigt sich nach 2,2 Kilometern mit der Verbindungsbahn West am Abzweig Großheringen Ghs. Bis Rudolstadt-Schwarza, wo die Saale überquert wird, verläuft die Strecke auf der orografisch linken Seite des Flusses. Parallel zur Bahnstrecke verlaufen von Camburg bis Schwarza die Bundesstraße 88 und von Schwarza bis Saalfeld die Bundesstraße 85. Die Höhendifferenz zwischen Großheringen und Saalfeld beträgt 99 Meter, die maximale Streckenneigung 1:200 (5 ‰). Da die Strecke dem Lauf der Saale folgt, kommen achtzig Gleisbögen vor, deren kleinster Radius beträgt 450 Meter, wodurch die Streckenhöchstgeschwindigkeit mit 120 km/h vergleichsweise gering ist. Für Züge mit Neigetechnik sind im sogenannten bogenschnellen Betrieb dagegen Geschwindigkeiten bis zu 160 km/h möglich.